# جشنة سوكوكي
جشنة سوكوكي (الاسم العلمي: Anthus sokokensis) (بالإنجليزية: Sokoke Pipit)‏ هو طائر صغير من الجواثم ينتمي لفصيلة التمرة وأم عجلان.